# Die Heiden von Kummerow und ihre lustigen Streiche
Die Heiden von Kummerow und ihre lustigen Streiche ist eine deutsche Filmkomödie von Werner Jacobs aus dem Jahr 1967. Sie beruht auf dem Roman Die Heiden von Kummerow von Ehm Welk aus dem Jahr 1937 und war die erste offizielle filmische Zusammenarbeit der Bundesrepublik Deutschland und der DDR.

## Handlung
Das Dorf Kummerow in Pommern um 1906: Kurz vor den Osterferien denken sich die Kinder des Ortes mal wieder einen Streich aus, um Kantor Kannegießer zu ärgern. Sie legen ein mit Kleister versehenes Schild auf den Sitzplatz ihres Lehrers, der jedoch am letzten Schultag in Begleitung von Pastor Breithaupt und Superintendent Sanftleben erscheint. Klassenbester ist in diesem Jahr Martin Grambauer, den der Pastor spontan zum Kirchenjungen ernennt. Nach einigen peinlichen Zwischenfällen – so fragt Sanftleben den unehelich auf die Welt gekommenen und im Armenhaus lebenden Johannes Bärensprung, wie sein Vater heißt – werden die Kinder in die Ferien verabschiedet. Sanftleben ist es am Ende, der sich auf das bekleisterte Schild setzt, auf dem ein Ostergruß an Lehrer „Kannepisser“ geschrieben steht.
Die Jungen ziehen zum traditionellen, im Vorjahr von Pastor Breithaupt jedoch verbotenen Heidendöpen. Beim Essen mit dem Superintendenten erklärt der Pastor, was es mit dem inzwischen nicht mehr praktizierten Brauch auf sich habe, so wehrten sich die Kummerower vor langer Zeit gegen die Christianisierung, indem sie bei der geplanten Taufe im Fluss einfach im Wasser blieben. Da es keine der sie zum christlichen Glauben bekehren wollenden Instanzen länger im Wasser aushielt als sie, blieben sie am Ende unbekehrt. Beim Heidendöpen stehen die Jungen des Ortes im nahen Bach. Wer als letzter im kalten Wasser bleibt, wird Heidenkönig. Ohne Wissen des Pastors führen die Jungen auch in diesem Jahr den Wettstreit aus. Sieger wird Johannes Bärensprung, den die zuschauenden Mädchen am Ende jedoch als „Lumpenkönig“ verspotten. Schiedsrichter des Wettbewerbs ist Kuhhirte Krischan, der wie seit elf Jahren auch in diesem wieder zu Ostern nach Kummerow gekommen ist. Wie in jedem Jahr wurde er auch in diesem feindlich von Müller Düker empfangen. Düker droht, Krischan aus dem Dorf zu jagen. Die Kinder jedoch lieben Krischan und haben ihn begeistert empfangen.
Als der Pastor vom Heidendöpen erfährt, wird er wütend, doch ist es Martin Grambauers Vater Gottlieb, der ihn rhetorisch besiegt. Der Sozialist hat etwas gegen die Kirche, die den Fortschritt verhindert, und liefert sich zu gerne mit dem Pastor intellektuelle Gefechte, die meist er gewinnt. Zwar ist er in der Kirche und muss damit auch die dazugehörigen Pflichten erfüllen, doch versucht er stets, dem Pastor eins auszuwischen. Als seine Tochter wie alle anderen Kinder dem Pastor zur Einsegnung eine Gans schenken muss, besorgt Gottlieb eine dürre, alte Gans, stehe doch nirgendwo geschrieben, wie die Gans beschaffen sein soll. Gottliebs Tochter weigert sich, diese Gans abzugeben und so muss Martin die Aufgabe übernehmen. Er wendet sich hilfesuchend an Krischan, der heimlich Grambauers Gans gegen die schönste der bereits abgelieferten Gänse tauscht. Der Pastor ist positiv überrascht über die schöne Gans und bedankt sich später überschwänglich bei Gottlieb für das Prachtexemplar. Gottlieb reagiert irritiert, glaubt er doch, dass der Pastor ihn veralbern wollte.
Zur Einsegnung erscheinen die festlich gekleideten Kinder, als es vor der Kirche zu einem Tumult kommt. Müller Düker hat sich ein neues Pferd für seinen Einspänner gekauft, doch ist das Pferd offensichtlich nicht dafür geeignet. Es reagiert empfindlich und nervös. Als die Bauern ihn aufziehen, dass er sich beim Kauf hat hereinlegen lassen, treibt Düker das Pferd erbarmungslos im Kreis um den Kirchplatz, und schlägt es in Rage mit der Peitsche. Krischan schreitet ein und will ihm die Peitsche entreißen, doch schlägt Düker ihn nieder. Die Kinder versuchen Düker zu überwältigen und auch andere Männer und Frauen greifen ein, doch macht Düker in seiner Wut nicht einmal vor dem aus der Kirche kommenden Pastor halt. Als er ihn beschimpft, schlägt Pastor Breithaupt ihn nieder. Düker erstattet Anzeige. Da er den Pastor nicht anzeigen kann, stellt er Anzeige gegen Krischan. Der hat keine Papiere, was den Kummerowern die letzten elf Jahre recht war, da er so umsonst für sie gearbeitet hat. Während über Krischan und seine Identität Informationen eingeholt werden, wendet sich das Dorf geschlossen gegen Düker. Vor allem die Kinder spielen ihm zahlreiche Streiche, um ihn aus dem Dorf zu verjagen.
Am Ende werfen sie die Scheiben seines Hauses ein und stellen eine Strohpuppe in seinen Hof, die Düker mit seinem Gewehr anschießt. Die Polizei ist weniger an dem Vandalismus als an Dükers Gewehr interessiert. Einst war Düker wegen Wilderei angeklagt, bei der ein Förster angeschossen wurde; doch behauptete Düker, dass er kein Gewehr besitze. Nun wird das Gewehr für Untersuchungen konfisziert. Aus der Zeit der Wilderei stammt auch der Hass Dükers auf Krischan, der ihn beim Wildern ertappt hatte, jedoch nicht gegen ihn aussagte, weil er selbst den Kontakt zur Polizei vermeiden wollte. Krischan hat, wie die Untersuchungen zeigen, wegen Totschlags acht Jahre im Zuchthaus gesessen und wurde nach seiner Freilassung Kuhhirte. Wegen seiner kriminellen Vergangenheit und weil die Dorfbewohner ihm nun Lohn zahlen müssen, da seine Identität geklärt ist und er wieder Papiere bekommt, beschließt der Gemeinderat seine Entlassung und schickt ihn fort. Als die Polizei Krischans neue Papiere vorbeibringt, weist der Beamte jedoch darauf hin, dass die Kummerower in jedem Fall rückwirkend für seine elf Jahre Schwarzbeschäftigung die notwendigen Abgaben leisten müssen. Deshalb wollen sie Krischan nun doch behalten, und die Kinder holen ihn zurück ins Dorf. Er wird bleiben, da auch die Dorfbewohner auf seine Forderungen – eine Unterkunft, Essen, Bezahlung – eingehen wollen. Am Dorfeingang kommen den Kindern und Krischan zwei Polizisten mit dem verhafteten Düker entgegen. Aus seinem Gewehr wurde einst der Förster angeschossen. Für seine Taten wird sich Düker nun verantworten müssen.

## Produktion

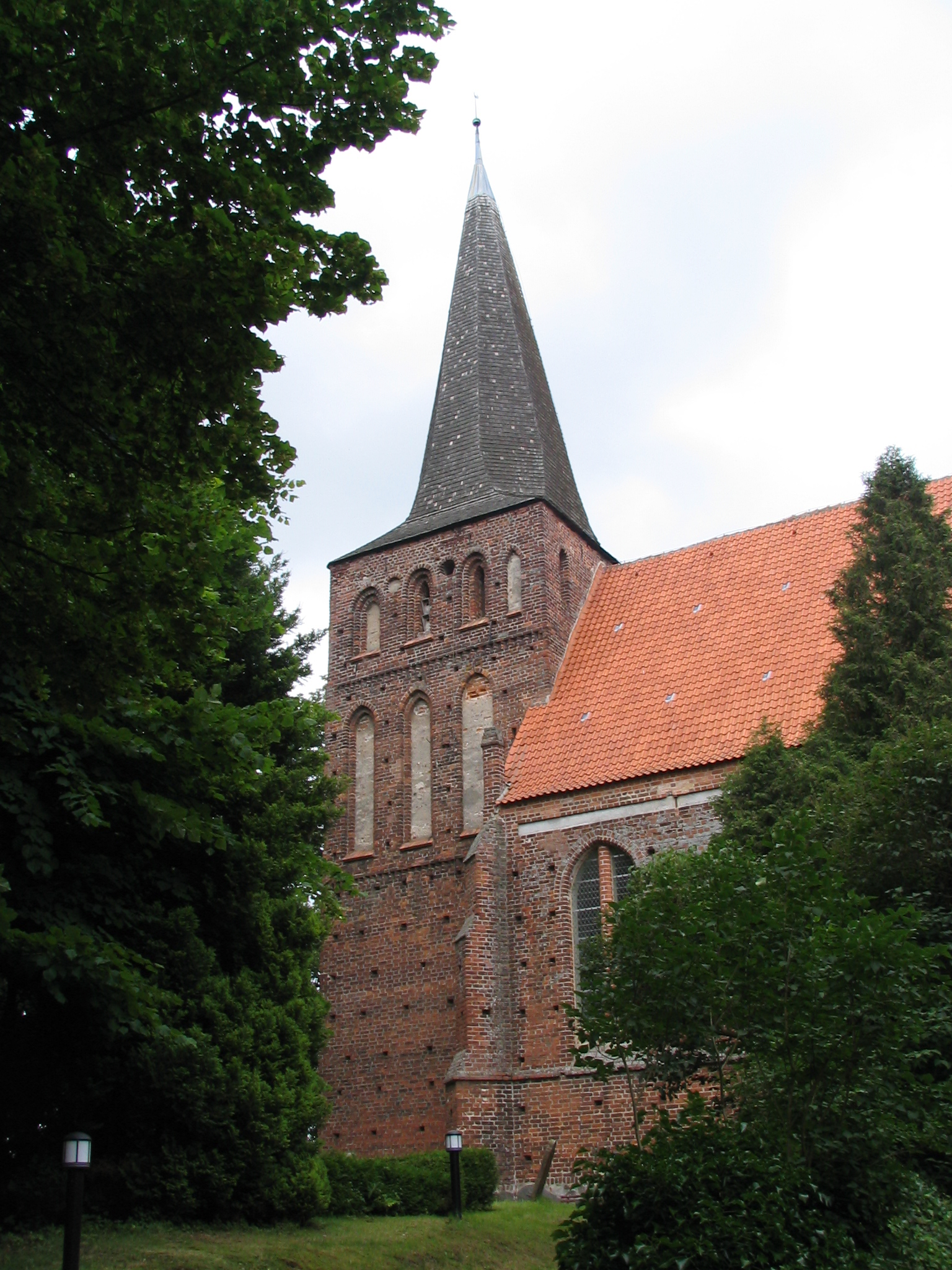
Die Maria-Magdalena-Kirche in Vilmnitz, einem Drehort des Films

Im Zuge der Programmerklärung Zur Verteidigung der Einheit der deutschen Kultur des Ministeriums für Kultur der DDR begann ab Anfang 1954 eine verstärkte Zusammenarbeit der DDR mit bundesdeutschen und internationalen Schauspielern. Erste Filme mit bundesdeutschen Schauspielern entstanden, darunter bereits 1953 Geheimakten Solvay mit Leny Marenbach und 1954 Carola Lamberti – Eine vom Zirkus mit Henny Porten. Im Jahr 1955 begannen erste Verhandlungen um eine gesamtdeutsche Produktion von Thomas Manns Die Buddenbrooks, die sich jedoch verschleppten und 1958 unter anderem aus politischen Gründen eingestellt wurden. Auch weitere Pläne, wie ein gesamtdeutsches Remake des Films Traumulus, scheiterten. Indirekte gesamtdeutsche Produktionen wurden die deutsch-schwedischen Co-Produktionen Leuchtfeuer, Das Fräulein von Scuderi, Spielbank-Affäre und Die Schönste, die der bundesdeutsche Erich Mehl mit der DEFA organisierte.
Zur ersten offiziellen gesamtdeutschen Filmzusammenarbeit kam es erst bei Die Heiden von Kummerow und ihre lustigen Streiche. Zwar fungierte die DEFA nicht als gleichberechtigter Co-Produzent, stellte neben Darstellern jedoch die Technik, Schneideräume und Stabmitglieder. Als Gegenleistung erhielt sie „für ihren Außenhandelsbetrieb die Auswertungsrechte für die sozialistischen Länder“. Produziert wurde der Film von den bundesdeutschen Produktionsgesellschaften Neue Deutsche Filmgesellschaft (NDF) München-Geiselgasteig und Neue Realfilm Walter Koppel aus Hamburg.
Die Dreharbeiten liefen vom 17. Mai bis 17. Juli 1967 an verschiedenen Schauplätzen auf Rügen sowie unweit von Ueckermünde. Hauptdrehort war das kleine Dorf Vilmnitz, heute Ortsteil von Putbus. Einzelne Szenen wurden im Dorf Krakvitz bei Putbus gedreht, in denen das heute noch existierende Alte Waschhaus zu sehen ist. Verschiedene Szenen, wie die Einsegnungsfeier, fanden an und in der Maria-Magdalena-Kirche in Vilmnitz statt. Verantwortlich für Bauten und Kulissen war Filmarchitekt Alfred Tolle.
Der Film lief am 21. Dezember 1967 in den bundesdeutschen Kinos an und kam am 19. Januar 1968 in die Kinos der DDR. Er war am 1. Januar 1976 zudem erstmals im Programm der ARD im Fernsehen zu sehen. Im Jahr 1982 lieferte die DEFA mit Die Gerechten von Kummerow eine indirekte filmische Fortsetzung der Heiden von Kummerow, die Teile des bereits in diesem Film verwendeten Ehm-Welk-Stoffes aufnimmt.

## Kritik
Die zeitgenössische Kritik der DDR schrieb, dass im Film „Welks derber, norddeutscher Humor überzeugend sichtbar gemacht“ werde; „vom poetischen Tiefgang des Buches bleibt allerdings nicht viel übrig, denn der Film pendelt zwischen Klamauk und Sentimentalität“. Der Film sei „harmlos unterhaltend, harmloser jedenfalls, als man es bei Ehm Welk lesen kann“, so andere Kritiker.
Für den film-dienst war Die Heiden von Kummerow und ihre lustigen Streiche eine „mit Unterstützung der DEFA realisierte westdeutsche Produktion, die den sozial-engagierten politischen Hintergrund der Romanvorlage fast gänzlich ausklammert und in den Gefilden des bunten Heimatfilms angesiedelt bleibt. Schablonenhafte, gelegentlich derbe Unterhaltung im Stil eines nostalgischen Bilderbuchs“. Der Evangelische Film-Beobachter bemängelt ebenfalls, dass der Stoff „allzu naiv und ohne einen Hauch von Ironie“ für den Film verarbeitet worden sei, lobt aber, dass er „dank der sorgfältig ausgewählten Besetzung einen besseren Eindruck“ hinterlasse als „die Durchschnittsprodukte des Heimatfilmgenres“.

## Auszeichnung
Die Deutsche Film- und Medienbewertung (FBW) verlieh dem Film 1967 das Prädikat „wertvoll“.